# Start Vaxes Cycling Team
L'equip Start Vaxes Cycling Team (codi UCI: STF) és un equip ciclista professional bolivià de categoria continental. Creat al 2010 com un equip amateur del Paraguai, el 2012 va esdevenir equip continental. El 2016 va passar a ser serbi i finalment bolivià al 2017. Competeix principalment als circuits continentals de ciclisme.

## Principals victòries

### Grans Voltes
- Tour de França
  - 0 participacions
- Giro d'Itàlia
  - 0 participacions
- Volta a Espanya
  - 0 participacions

## Classificacions UCI

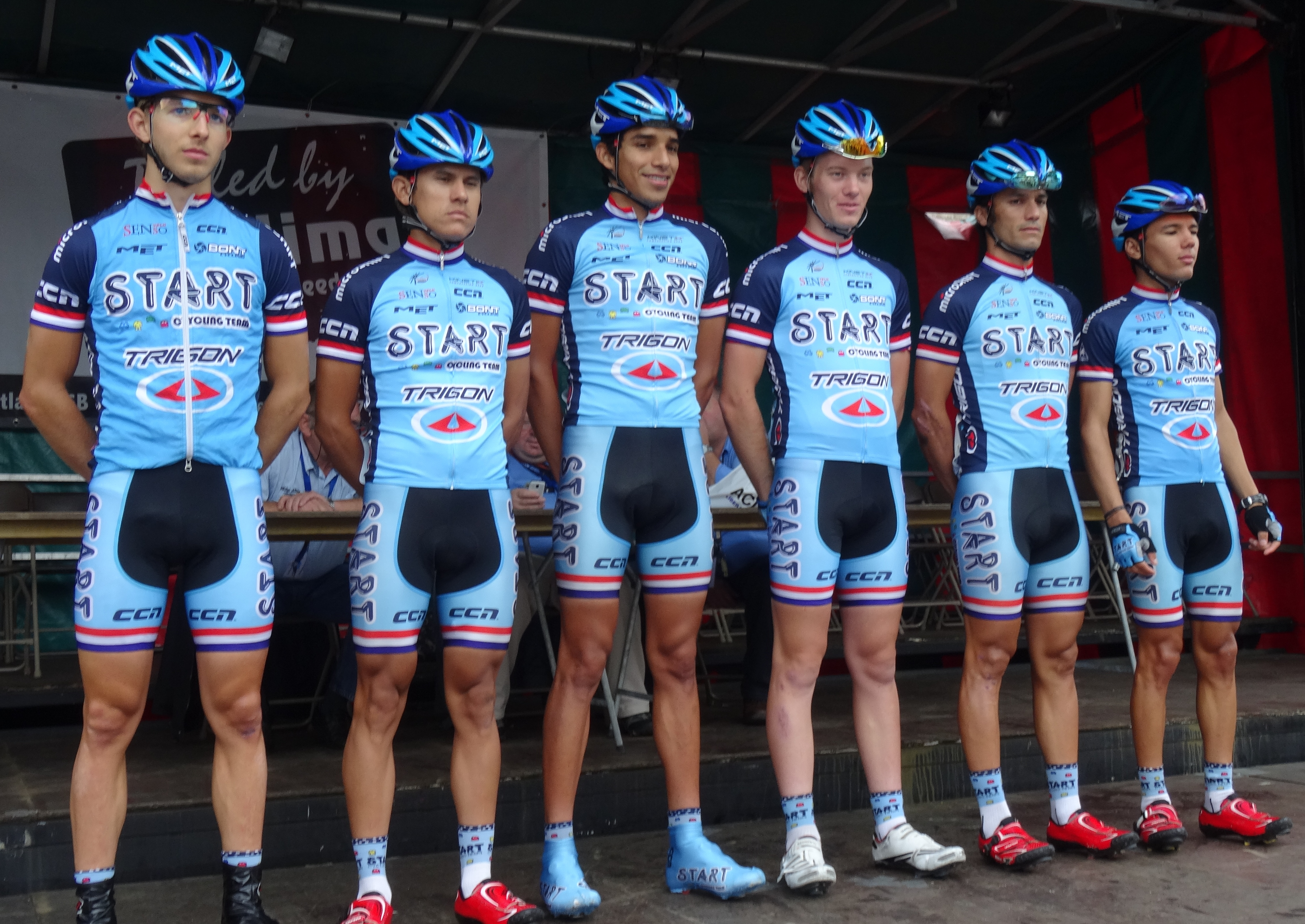
L'equip al 2014

L'equip participa en les proves dels circuits continentals i principalment en les curses del calendari de l'UCI Amèrica Tour.
UCI Àfrica Tour
| Temporada | Classificació per equips | Millor ciclista en la classificació individual |
| --------- | ------------------------ | ---------------------------------------------- |
| 2012      | 15è                      | Mauricio Frazer (82è)                          |
| 2013      | 14è                      | David van Eerd (110è)                          |
| 2016      | 13è                      | Adhanom Zemichael (46è)                        |
| 2017      | 7è                       | Yonatan Haile (19è)                            |

UCI Amèrica Tour
| Temporada | Classificació per equips | Millor ciclista en la classificació individual |
| --------- | ------------------------ | ---------------------------------------------- |
| 2012      | 45è                      | Ibon Zugasti (361è)                            |
| 2013      | 22è                      | Darren Matthews (62è)                          |
| 2014      | 46è                      | Ernesto Mora (407è)                            |
| 2016      | 20è                      | José Mojica (88è)                              |
| 2017      | 38è                      | Cristian Pita (108è)                           |

UCI Àsia Tour
| Temporada | Classificació per equips | Millor ciclista en la classificació individual |
| --------- | ------------------------ | ---------------------------------------------- |
| 2014      | 67è                      | Eugen Wacker (211è)                            |
| 2017      | 85è                      | Christopher Mansilla (539è)                    |

UCI Europa Tour
| Temporada | Classificació per equips | Millor ciclista en la classificació individual |
| --------- | ------------------------ | ---------------------------------------------- |
| 2012      | 116è                     | Nicolae Tanovitchii (788è)                     |
| 2015      | 123è                     | Zolt Der (664è)                                |
| 2016      | 106è                     | Dušan Kalaba (813è)                            |
| 2017      | 133è                     | Orluis Aular (1536è)                           |